# Оволактовегетарианство
Оволактовегетарианство (от лат. корней -ово [ яйцо ] и -лакто [ молоко ]) — вариант вегетарианства, приверженцы которого употребляют в пищу не только продукты растительного происхождения, но также молоко и яйца. Отличаются этим от строгих вегетарианцев, которые, в отличие от лактовегетарианцев, не употребляют молока. Употребление же только яиц, но не молока, называется ововегетарианством. Лактовегетарианцы не едят яиц, но употребляют молочные продукты. Оволактовегетарианство может быть ступенью на пути к более строгому ововегетарианству или лактовегетарианству, либо даже к веганству.